# كميل ماربو
كميل ماربو (بالفرنسية: Camille Marbo) وبالميلاد مارجريت بورل (11 أبريل 1883-5 فبراير 1969). كاتبة وروائية فرنسية. حصلت على جائزة فيمينا الأدبية عام 1913.